# Ґондолін
Ґондолін (квен. Ondolinde — «Скеля Музичної Води»; синд. Gondolin — «Прихована Твердиня») — у легендаріумі Дж. Р. Р. Толкіна приховане місто-держава нолдорів під проводом короля Турґона. Існувало у Першу епоху. Було розташоване на півночі краю Белеріанд, на вершині пагорба Амон-Ґварет посеред долини Тумладен, оточеної з усіх боків гірським пасмом Ехоріат (Окружні Гори).

## Передісторія
У Валіанську епоху на місці долини Тумладен існувало велике озеро посеред якого знаходився великий острів. З цього озера крізь тунель під горами Ехоріат витікала річка, що впадала у Сіріон. Однак, внаслідок першої війни Валар з Мелькором (про неї дійшли тільки нечіткі легенди, оскільки ні ельфи, ні люди ще тоді не пробудились) ландшафт Арди зрушився, на місці багатьох гір утворились рівнини, а значні ділянки суші затопили моря і озеро за горами Ехоріат та річка, що витікала з нього висохли. Великий острів посеред цього озера став вершиною пагорба, що отримав назву Амон-Ґварет, з якої били численні джерела. Тунель який промило висохле річище став входом до прихованої долини, де ніхто тривалий час ніхто не бував, окрім Орлів Манве, що гніздилися на вершинах Крісаеґріму на півдні Ехоріату.

## Заснування
Після виходу нолдорів і їх перемоги в Даґор-нуїн-Ґіліат народ Турґона оселився у підземному місті Віньямар розташованому на березі Неврасту. Турґон сумував за прекрасним містом Тіріон на Туні і весь час мріяв збудувати місто, яке було б подібним до нього. У 50 році Першої епохи Турґон увісні побачив Володаря Вод Улмо який передрік, що він стане володарем прихованої твердині і показав йому напрямок місця де він мав збудувати її.

Вийшовши за порадою Володаря Вод Улмо з Віньямару, Турґон пройшов крізь промитий Висохлою Рікою прохід в Окружних Горах і дістався прихованої долини Тумладен. Не сказавши про неї нікому, Турґон повернувся до Неврасту і став розробляти план міста. У 64 році Першої епохи, після Дагор — Агларебу він потайки відрядив до Тумладену найвитриваліших і найвправніших ельфів, що стали будувати місто про яке замислив Турґон. Будівництво Ґондоліну тривало п 'ятдесят два роки, і у 116 році, по його завершенню, коли Турґон готувався покинути Віньямар, перед ним знов постав Улмо. Він сказав:
- Отепер ти, Турґоне, нарешті підеш у Ґондолін; і влада моя утвердиться в Долині Сіріону, в усіх водах його й ніхто не помітить твого виходу, і жоден не знайде там прихованого входу без твоєї на те волі. Ґондолін найдовше з усіх королівств елдаріе протистоятиме Мелькорові. Та не надто захоплюйся творіннями рук твоїх і замірами серця; і пам 'ятай, що справжню надію нолдорів схоронено на Заході і прибуде вона з Моря.
Улмо застеріг Турґона, що й на нього поширюється Присуд Мандоса, який Володар Вод не здатен скасувати. — Може трапитись так, — мовив він, — що прокляття нолдорів наздожене тебе перед смертю й у стінах твоїх також пробудиться зрада. Тоді їм загрожуватиме вогонь. Однак, воістину, якщо та небезпека підступить надто близько, то зі самого Неврасту прийдуть до тебе, щоби застерегти, і з тим посланцем поміж руїн і вогню для ельфів і для людей народиться надія. Тож залиш у цім домі обладунки та меч, аби у прийдешні роки той посланець міг знайти їх, і за ними ти впізнаєш його безпомильно.
Володар Вод повідомив про те якого розміру мають бути шолом, кольчуга меч, які треба залишити і повернувся до моря, а Турґон повів свій народ до новозбудованого міста.

## Опис
Тунель Висохлої Ріки отримав назву Прямий Шлях. Він виходив в ущелину Орфал Ехор, що вела на схід і відлого піднімалась до околиць долини Тумладен. ЇЇ стіни були настільки високі, що зних було видно лише окраєчок неба. На півночі долини розташувався вузький прохід, що мав назву Орлина Розколина.
Сім брам перекривали перехід через Орфел Ехор: перша брама була дерев 'яною; друга — кам 'яною; третя — бронзовою; четверта — залізною; п'ята — срібною; шоста — золотою, а сьома брама була зведена зі сталі. Її називали Велика Брама і її звів племінник короля Маеґлін після битви Незліченних Сліз Нірнаєт-Арноєдіад.
Всі ворота добре охоронялись так що той хто увійшов до них, хоча б в одні з них не міг вийти назад.
Перед Першою Брамою розташовувалась глибока печера, де розташовувалась охорона. Далі шлях вів до склепінчатого проходу, що був перегороджений дерев 'яними ґратами. Після цієї брами сходи і шлях уперед освітлювались лампами.
Друга Брама була зроблена з темного полірованого каменю в центрі. Єдина біла лампа висіла над аркою. У внутрішньому дворі позаду кам'яної брами, стояла сторожа одягнена в біле. Між цією та натупною брамою була чимала відстань.
Третя Брама являла собою подвійні двері з бронзовими пластинами та щитами, на яких були вигравійовані різні знаки та символи. За воротами підвищувались три вежі з мідними дахами. Ворота освітлювались червоними лампами. Сторожа їх складалась з синдарів Неврасту. Вони носили кольчуги та червоні сокири. Дорога від третьої до четвертої брами була найвищою і найважчою, бо йшла на підйом.
Четверта Брама була чавунною. За нею були чотири вежі. У центрі розташовувалась залізна статуя Торондора — Короля Орлів. Брама перекривалась трьома ґратами, що здавались переплетеними деревами. Вона не освітлювалась, але денне світло проникало крізь «гілля і корені» залізних ґрат. За брамою розташовувався гребень Ехоріату, а за ним — починалась ущелина Орфалх Ехор, що була широкою з не надто рівними стінами. Залізна Охорона була одягнена у чорні мантії і кольчуги та щити їх були довгими і чорними, а шоломи були схожими на орлині дзьоби.
Дорога до наступної брами була на тому ж рівні висоти і встелена білими квітками Уілос або Незабутники (Evermind).
П'ята Брама розташовувалась у низькій мармуровій стіні, поверх яких йшли срібні ґрати, що з 'єднували п 'ять мармурових куль. На центральній кулі було зобрраження Телперіона одного з Двох Дерев Валінору. Воно було виготоване зі срібла прикрашене зеленим малахітом і квітами з перлів. Сама брама була круглою і зрорбленою зі срібла та перлів, прикрашена зображенням Місяця. Одягнені в біле лучники стояли на Срібній Брамі, а за ними розташовувались ще 200 лучників, що носили срібні кольчуги та білі шоломи. Внутрішній двір був вимощений білим та зеленим мармуром. Від воріт ішла пряма біла дорога, по краях якої росла трава і більшість квітів уілосу, а також малих золотих квіточок.
Шоста Брама була схожа на срібну, тільки сяяла мов Сонце. Золота брама була зроблена з жовтого мармуру й прикрашена гранатами, топазами й жовтими алмазами, а також пластинами з зображенням Сонця з багатьма променями. Парапет був з червоного золота і мав шість золотих куль. На центральній кулі була піраміда з зображенням Лауреліни — Другого Дерева Валінору з квітами з топазів на золотих ланцюгах. за воротами було 300 лучників з позолоченою кольчугою і шоломами та круглими червоними щитами. Невелика відстань розділяла Шосту і Сьому Брами.
Сьома Брама або Велика Брама відчинялась до середини з обох боків. Між Сьомою Брамою були дві круглі семиповерхові вежі зі сталевими башточками. Між ними розташовувався високий паркан з сімома зубчастими стовпами і сімома горизонтальними перекладинами, що закривали 49 загострених прутів. Над центральним стовпом розташувалось зображення корони Турґона прикрашене діамантами.
Перші шість брам могли бути відчинені будь — яким сторожем, але Велика Брама тільки Хранителем Великої Брами Він та інші вершники розташувались у вежах. Хранитель носив срібні одежі, а на верхів 'ї його шолому було сталеве верхів 'я з діамантом; також він мав, щит вкритий тисячею кристалів.
За Великою Брамою починався схил, що вів у долину Тумладен. Це була широка вкрита травою рівнина посеред якої піднімався пагорб Амон — Гварет з гладкого каменю. На його вершині розташовувався Ґондолін оточений високими білими стінами з вежами.
Звивисті сходи піднімалися на пагорб до західних воріт міста. Залізні ворота міста були високі та міцні. Також свої ворота були на півночі та півдні міста.
Вулиці міста були широкі та бруковані каменем, і викладені мармуром. Уздовж стояли прекрасні будинки і двори поміж садів з яскравими квітами, багато чудових та прямих башт, прикрашених чудовою мармуровою різьбою. Були там також і стогна, що дзвеніли фонтанами, де жили пташки, що щебетали в гіллі старих дерев, найбільшим серед них був королівський палац. Вежа його була найвищою в місті і фонтани, що грали перед дверями, били в повітря на двадцять сім сажнів і падали додолу співаючою кришталевою зливою; у їх струменях вдень дивно дробилося сонячне проміння, а вночі чарівно мерехтіло місячне світло. Пташки, що гніздилися там були білішими від снігу, голоси ж їх лунали солодше колискової.
Площа Короля розташувалась у центрі міста. Там Королівська Вежа піднімалася над Палацом і білі сходи вели до дверей Палацу. За дверима були зображення Двох Дерев, які викував сам Турґон з ельфійською майстерністю. Дерево що зображувало Телперіон було викуте з золота і мало назву Глінгал, а друге зі сріблястим листям — Лауреліну іназивалося Бельтіль.
На сході міста був Великий Ринок з крамничками та прекрасними товарами. На півдні був Менший Ринок.
Алея Троянд вела на північ від Площі Короля. На північний захід від Площі вела Аркова Дорога, що завершувалась біля Площі Джерела, де дуби та тополі зростали довкола глибокого колодязя повного чистої води. За входом на площу була Арка Інве.
На півдні було розташована площа Місце Богів (присвячена Валар) або Площа Весілля, бо там Туор та Ідріль уклали шлюб. Це було найвище місце в Ґондоліні і звідти до Площі Короля вела Пишна Дорога.
Населення міста ділилося на дванадцять Домів: Дім Короля (найголовніший серед них) очолював король Турґон, Дім Крота — очолював королівський племінник Маеґлін (його ельфи працювали в шахтах довуваючи руду для металів), Дім Ластівки — очолював Дуілін (до його складу входили лучники), Дім Небесної Арки — вождем його був Егалмот, що мав багато стрільців і славився багатством, Дім Колон та Дім Сніжної Вежі очолював Пенглод, Дім Дерева — Галдор, Дім Золотої Квітки — Глорфіндел, Дім Фонтанів — Ектеліон, Дім Арфи — Салгант, Дім Несамовитого Молота — ельф Рог (до нього входили ковалі й ремісники), Дім Крила очолював Туор.
Схований по той бік гірського кола народ Турґона розрісся і процвітав, ельфи, докладаючи вміння, ненастанно трудилися, так що Ґондолін на Амон — Гвареті став воістину прекрасним, далебі гідним зрівнятися з заморським Тіріоном. Високі та білі були його стіни, сходи — гладенькі, а Вежа Короля — гінка та міцна. Сяйливі водограї бриніли там, а у дворах Турґона стояли скульптури Дерев давнини, які з ельфійською майстерністю виготував сам Турґон.
Зброярі Ґондоліну викували багато міцної зброї: серед них — сокира Туора Драмборлег, мечі Гламдринг (належав королю Турґону, згодом його власником став Гендальф), Оркрист (можливо його першим власником був ельф Ектеліон, що згодом дістався Торіну Дубощиту) та кинджал який Більбо Беггінс назвав Жалом.

## Історія
Довгі роки ніхто не знав куди вони поділись, ніхто не вступав у те місто, крім Арезелі, Маеґліна та Еола, а також Гуора і Гуріна; і воїнство Турґона не виходило за його межі до Нірнаєт-Арноєдіад (Битви Незліченних Сліз) триста п'ятдесят літ і більше.

### Арезель і Маеґлін
Разом із Турґоном у Ґондоліні оселилась його сестра Арезель Ар — Фейніль, Біла Панна Нолдорів. Однак, у місті вона нудьгувала і сумувала за широкими просторами та зеленими лісами. Тому через двісті років після зведення Ґондоліна просила вона брата відпустити його. Турґон довго відраджував її, проте, зрештою, відпустив Арезель до іншого їхнього брата Фінгона, що мав володіння у Дор — Ломіні. Проте, вийшовши з міста ельфа заявила подорожнім, що хоче розшукати своїх давніх друзів — синів Феанора. Діставшись межі Доріату, вони хотіли увійти в Утаємничене королівство, але Тінгол не хотів пускати нікого з нолдорів, окрім дітей Фінарфіна і прикордонники наказали їй іти в обхід північною чи південною дорогою. У пустельних рівнинах Нан — Дунгортебу, де чаклунство Меліан змішувалося з темними силами гігантської павучихи Унголіанти Арезель розминулась зі своїми супутниками і ті довго шукали її, але були змушені повертатись назад. Зрештою вона дісталась землі Гімлад, якою володіли Келегорм та Куруфін. Проте самі вони на той час перебували у Карантіра в Таргеліоні. Мандруючи далі на захід Арезель дісталася лісу Нан — Елмот і заблукала вньому. На той час у лісі жив зі своїми слугами Еол — ельф із телерів. Коли Меліан оперезала Доріат своїм поясом той утік з королівства до Нан — Елмоту. Він не любив нолдорів за різанину в Альквалонде та війну яку вони принесли в край, більше спілкуючись із гномами.
Еол випадково знайшов Арезель і взяв її собі за дружину. Арезель народила хлопчика якого назвала Ломіоном (квенья Lomion — Долина Сутінків), а батько коли йому виповнилося дванадцять років назвав Маеґліним (синд. Maeglin — Гострозорий). Разом із батьком він ходив у міста гномів у Синіх Горах і там навчився пошуку руди та металів. Проте матір він любив більше і коли Еола не було поруч він слухав оповіді про Ґондолін, про Турґона та його доньку Ідріль Келебріндаль, а також синів Феанора. Коли ж батько почув про бажання сина побачити синів Феанора, він сказав що його родині не слід бачитись із загарбниками земель телерів та вбивцями їх одноплемінників. Якось Еол виїхав до гномів у Сині Гори і Маеґлін запропонував Арезелі втекти у Ґондолін, і мати згодилася. Коли ж Еол повернувся, він страшно розгнівався і кинувся навздогін за ними. Проте мати та син досягли міської брами раніше ніж Еол наздогнав їх. Втім, він — таки дістався воріт і був схоплений сторожею, що привела його на суд до Турґона. Король визнав Еола своїм родичем і запропонував йому високе становище і шану, однак він мусив лишитись у королівстві назавжди, бо перетинати його межі було заборонено. Однак той зухвало відповів, що не визнає ніяких законів нолдорів, що прийшли у Белеріанд (котрий він вважав цілковитою землею синдарів) і принесли війну з собою. Тому він повернеться назад разом із своїм сином Маеґліним, а Арезель хай залишається і швидко знемагатиме знову. Проте Маеґлін мовчав і Турґон сказав що він є володарем у місті тому Еолові залишається одне з двох залишитись жити або бути вбитим. Тоді Темний Ельф схопив дротик з — під плаща і кинув його в Маеґліна, однак Арезель заступила йому шлях і була поранена у плече. Рана була неглибока, однак вночі їй погіршало і вона померла, бо еолів дротик був отруєний. За це Еола закували в кайдани і засудили на смерть. Еол же передрік Маеґлінові, що й він колись буде вбитий так само. Темного Ельфа скинули зі скелі у провалля Карагдуру і його страту вважали справедливою, однак Ідріль відтоді не довіряла своєму родичеві. Проте Маеґлін лишився жити у Ґондоліні, де він зібрав довкола себе ельфів що займались ковальством і разом вони пішли шукати руди металів, з яких він найбільше цінував тверде залізо з копальні Ангабар на півночі Ехоріату, з якого було викуто чимало Ґондолінської зброї.
Маеґлін з перших днів покохав свою двоюрідну сестру Ідріль, однак серед елдарів ніхто не одружувався з такою близькою ріднею і до нього ніхто навіть не наважувався думати про таке. Ідріль не кохала Маеґліна, і знаючи його думки, мала ще менше приязні до нього. Минали роки і кохання Маеґліна заронило в його серці темряву.

### Гуор та Гурін у Ґондоліні
У 458 році Першої епохи сини правителя Дор — Ломіну Галдора Гуор і Гурін, живучи серед своїх родичів у лісі Бретіль, взяли участь в бойовій вилазці проти орків. В ході вилазки брати опинилися в долині Сіріону, де були відрізані від решти загону. Переслідувані орками, вони були близькі до загибелі, але вала Улмо підняв річковий туман, і братам вдалося під його прикриттям дістатися Дімбара. Там їх підхопили два орли і віднесли у Ґондолін .
Король Ґондоліну Турґон радо прийняв братів, пам'ятаючи пророцтво Улмо про те, що Дім Гадора прийде на допомогу Ґондоліну в годину найбільшої скрути. Турґон хотів, щоб брати залишилися у Ґондоліні, оскільки з часом полюбив їх, але вони хотіли повернутися до своїх родичів (королівський племінник Маеґлін, навпаки, невзлюбив синів людей і хотів би щоб їх зробили рабами).
Брати поклялися не розкривати нікому таємницю Ґондоліна, і орли віднесли їх назад у Дор — Ломін. Батько Галдор намагався розвідати, де перебували його сини, однак вони мовили, що дали обітницю не розкривати місця свого перебування. Втім, багато хто здогадувався, що вони побували або у Доріаті, або у потаємних володіннях Турґона, про місцеперебування яких ніхто і гадки не мав.

### Ґондолінське військо у Нірнаєт-Арноєдіад
Під час битви Нірнаєт-Арноєдіад 472 р. П. Е. Ґондолінське військо на чолі з Турґоном вийшло зі своєї прихованої долини і дісталося поля битви. Турґон прийшов на допомогу братові своєму Фінгону. Його військо прикривало Ущелини Сіріону. Після розгрому війська Гітлуму і загибелі Фінгона від балрога Готмога, військо Турґона було відкинуте до Тваней Сірех, де ельфи бились разом з вцілілими людьми дому Гадора і полчищам Моргота довго не вдавалося відбити ущелину Сіріону.
Тоді звернувся Гурін до Турґона і мовив :
- Іди, владико, доки є час! Ти — останній з Дому Фінголфіна, і в тобі остання надія елдарів. Доки стоїть Ґондолін, у серці Моргота житиме страх.
- Недовго тепер лишатися Ґондоліну прихованим від чужих очей, а як тільки місто знайдуть, воно впаде, — відповів Турґон.
- Однак, якщо місто простоїть іще трохи, — промовив Гуор, — тоді з твого дому явиться надія ельфів та людей. Ось що я скажу тобі, владико, у мою смертну годину: хоч розлучаємось ми назавжди, і не побачу я знову твоїх білокам 'яних стын, від тебе і мене народиться і зійде над світом нова зоря. Прощавай!
Маеґлін, син сестри Турґона, що стояв поруч і чув ці слова, міцно їх запам 'ятав.
Тоді Турґон дослухався поради Гуріна та Гуора і віддав наказ відступати в ущелини Сіріону, а воєначальники його Ектеліон і Глорфіндел обороняли від ворога правий та лівий фланги, оскільки єдина дорога в тих краях була зовсім вузькою і пролягала вздовж західного берега Сіріону, що поступово набирав силу.

### Гурін видає місцезнаходження Ґондоліна
Після загибелі Туріна і Ніенор Нініель Моргот звільнив ув 'язненого на вершині Тангородриму Гуріна, оскільки вважав своє прокляття сповненим, а до того ж його звільнення могло ще послужити Темному Володареві. Пройшовши через Гітлум у якому відтепер панували східняни, Гурін прийшов у Дімбар і дістався підніжжя Ехоріату. Він дійшов до скелястої стіни, не знаючи що це був схований вхід у долину Тумладен: після Нірнаєт-Арноєдіад Турґон наказав перегородити русло Висохлої Ріки. Сподіваючись ще раз побачити орлів він задивлявся у небо, але воно було порожнім. Лиш вітер свистів у камінні. І тоді у відчаї Гурін крикнув у бік Ґондоліна, не турбуючись, що їх може хтось почути:
- Турґоне, Турґоне, згадай -бо Твань Сірех! О Турґоне, чи ж ти не чуєш мене у своїх прихованих чертогах?
Проте лиш вітер порушував тишу, шерхочучи в пожухлих травах.

- Так само шуміли вони й у Сіреху на заході сонця, — сказав Гурін — і, коли говорив це, сонце зайшло за Гори Тіні, темрява огорнула все довкола, вітер змовк і в пустельному краї запала тиша.
Шпигуни Ворога почули слова Гуріна і передали їх Морґотові і той дізнався про місцезнаходження володінь Турґона. Таким було перше лихо до якого призвело звільнення Гуріна. Однак з його прислужників ніхто не міг проникнути за кільце неприступних гір Ехоріат, що пильно охоронялись орлами Манве.
Орли доповіли Турґонові про Гуріна і той спершу не повірив у його звільнення, а потім сказав що навіть Гурін схилився перед волею Моргота і тому він не прийме його . Однак, згодом він передумав і послав орлів розшукати Гуріна і принести його у Ґондолін, але було вже запізно. Гурін покинув землю Дімбару і більше орли Манве його не бачили ні вдень, ні вночі.

### Туор у Ґондоліні
Син Гуора Туор жив серед Сірих ельфів Мітріму, що переховувались у печерах Андрот. Коли Туорові виповнилось шістнадцять років ельфи вирішили переселитись до Гаваней Сіріону на далекому півдні; однак по дорозі на них напали орки та східняни і Туор потрапив у полон. Три роки він перебував у рабстві у вождя східнян Лоргана, а на четвертий втік і повернувся в печери Андрот, де жив одинцем, нападаючи на східнян і завдав їм такої шкоди, що Лорган обіцяв чималу винагороду за його голову. Чотири роки прожив Туор самітником, а згодом вирішив покинути Дор-Ломін і пішов на захід, де знайшов Аннон-ін-Гелиз, Браму Нолдорів, збудовану народом Турґона ще у той час коли він проживав у Неврасті. Довгим підземним тунелем він дістався ущелини Кіріт — Нінніах (Веселкова Розколина), по дну якої текла невеличка річка. Звідти Туор прийшов у Невраст і жив там ціле літо, восени побачив він сімох величних лебедів, що летіли на південь, і сприйняв це як знак, що довго затримався тут, і подався вслід за птахами вздовж морського узбережжя. Відтак дістався він до покинутих чертогів Віньямару біля гори Терас, і увійшовши до них знайшов кольчугу та шолом, залишені Турґоном за порадою Улмо. Одягнувши їх Туор пішов далі берегом і раптом почався шторм і зринув на поверхню Володар Вод Улмо і наказав йому вирушити з цього краю і шукати приховане королівство Ґондолін; і дав Туорові чарівний плащ що ховав його від ворожих очей.
Вранці коли шторм ущух побачив Туор ельфа Воронве сина Аранве з Ґондоліну, якого Турґон послав на захід. Дізнавшись про завдання дане Улмо Воронве згодився відвести його до воріт Ґондоліна. Пройшовши крізь розорену драконом Глаурунгом землю у верхів 'ях ріки Нарог, вони побачили чоловіка що спішив на північ (це був Турін що йшов у Дор — Ломін). За допомогою чарівної сили яку їм надав Улмо, вони досягли Висохлої Ріки і дістались Першої Брами, де їх затримала сторожа. Їх відвели крізь ушелину Орфалх — Ехор до Сьомої Брами, де вони постали перед Ектеліоном Джерельним — Сторожем Останньої Брами. Туор розгорнув свій плащ і постав у обладунках залишених з наказу Турґона у Віньямарі, і всім стало зрозуміло, що перед ними правдивий посланець Улмо.
Поставши перед Турґоном, Туор відповів йому, що скоро звершиться над Ґондоліном прокляття Мандоса і що Улмо дав пораду покинути місто, відійшовши до Гаваней у дельті Сіріону. Довго думав Турґон, згадавши слова Улмо сказані ним у Віньямарі про те щоб він не надто захоплювався творінням рук своїх, бо справжня надія нолдорів знаходиться на Заході і прибуде вона з-за Моря. Однак, він надто полюбив Ґондолін, що нагадував йому Тіріон і вірив у його потаємну міць. Чутки ж про події за межами Ехоріату доходили до нього туманні й нечіткі. Тому король відхилив пораду Улмо, вирішивши залишитись у місті.
Туор залишився в Ґондоліні, змужнівши й навчившись багатьом різновидам ельфійської майстерності. Він покохав Ідріль і взяв з нею шлюб, за що його потайки зненавидів Маеґлін. Навесні 503 року Першої Епохи народився їх син Еаренділ. Він був незрівнянної краси, на обличчі його сяяло світло, подібне до світла небесного, в ньому втілились врода і мудрість елдарів та міць і витривалість людей давнини.
Передчуваючи, що наближається кінець Ґондоліну, Ідріль потайки від Маеґліна облаштувала шлях для відступу з долини Тумладен, що проходив під землею і відкривався далеко на північ від пагорба Амон — Гварет.

## Загибель Ґондоліна
Докладніше див. Падіння Ґондоліна
Хоча після того як Гурін на повен голос покликав Турґона біля підніжжя Ехоріату Моргот знав, де розташоване його приховане володіння, однак ще довгі роки він не знав як його воїнство може проникнути за неприступні гори, котрі пильно стерегли орли Манве.
І ось Маеґлін, що дуже любив добувати руди металів, вийшов за межі долини Тумладен, порушивши заборону Турґона. Одного разу, коли він вийшов з долини, його схопили орки і відвели в Анґбанд. Під погрозою катувань Маеґлін видав Морготу таємницю Ґондоліна і підступи до нього. У відповідь Морґот обіцяв йому Ідріль та владу в місті, як його васалу, і Маеґлін, що ненавидів Туора і жадав Ідріль, став зрадником. Він відпустив Маеґліна, щоб не викликати передчасних підозр його зникненням і аби той допомагав йому зсередини.
Моргот зібрав величезну армію орків, вовків, драконів та балроґів і наприкінці весни 510 р. П. Е. вона рушила на Ґондолін. Подолавши північні гори, де була найвища висота, а сторожа найменш пильною, військо надійшло вночі, напередодні свята Настання Літа. Народ Ґондоліна зібрався на стінах міста і співав веселих пісень, очікуючи світанку. Однак червона заграва зайнялася на півночі, а не на сході, ніщо не спинило наступу ворогів, доки вони не дістались самих стін Ґондоліна, і місто опинилось в облозі без надії на порятунок.
У битві на Королівській Площі зійшлись у герці Ектеліон Джерельний та Капітан Балроґів Ґотмоґ, і в ході нього вони обидва загинули. Турґон та його придворні обороняли королівську вежу, її захист тривав доти, доки дракони не повалили вежу, і всі хто в ній були загинули разом із королем.
Туор спробував урятувати Ідріль, під час розграбування міста, проте Маеґлін викрав її та Еаренділа. Туор бився з ним на стінах, і викинув його аж ген далеко, й тіло його тричі вдарилось об кам'янисті схили Амон — Гварету, перш ніж полетіло вниз, у полум'я. Так сповнилось прокляття Еола. Потому Туор та Ідріль відвели вцілілих при розгромі міста потаємним ходом влаштованим Ідріллю. Про цей шлях Капітани Анґбанда не знали нічого і подумати не могли, щоб які — небудь утікачі можуть обрати стежку на північ. У густому тумані від випаруваних водограїв Ґондоліна та диму пожеж втікачі дістались Орлинної Розколини — Кіріт — Торонат, де на них напали орки та балрог. Ґлорфіндел з Дому Золотої Квітки бився з балроҐом і разом із ним вони упали в прірву і розбилися, а орли, які зненацька прилетіли, кидалися на орків і всіх до одного скинули в прірву. Тому не скоро дізнався Моряот про вцілілих при зруйнуванні Ґондоліна. Вціліла частина елдарів на чолі Туором і його дружиною — донькою Турґона Ідріль Келебріндаль перетнула гори і втікала Долиною Сіріона до вербових лісів Нан — Татрену, де вони перепочили і рушили до Арверніену на південному березі моря. Тут вони змішалися з біженцями із інших розорених королівств — Наряотронду і Доріату, а також вцілілими аданами з народів Беора та Галет (що покинули ліс Бретіль після падіння Доріату).
Внаслідок Війни Гніву долина Тумладен разом з руїнами міста опустилася на дно моря.

## Образ Ґондоліну в мистецтві
Російський гурт «Айре і Саруман» (дует Ірини та Антона Круглових) — композиція «Гондолин».